# DDR-Meisterschaften im Schwimmen 1979

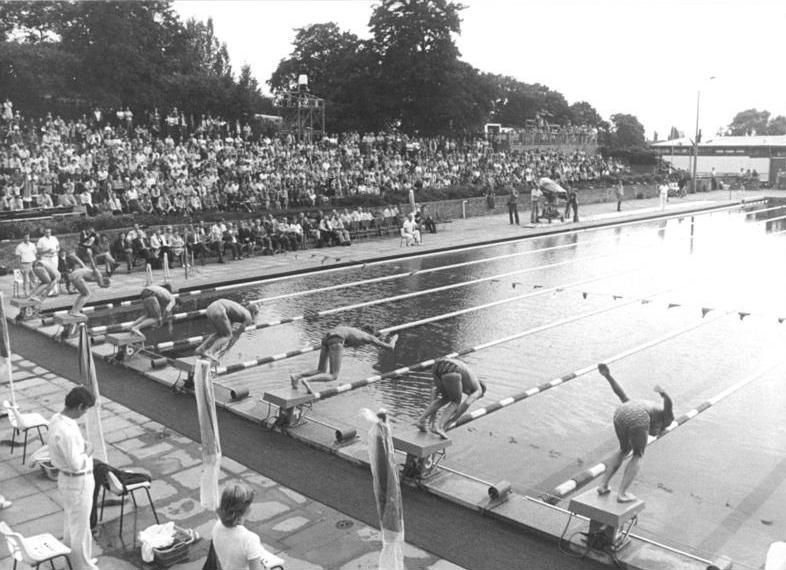
Austragungsort der DDR-Meisterschaften im Schwimmen 1979

Die DDR-Meisterschaften im Schwimmen wurden 1979 zum 30. Mal ausgetragen und fanden vom 2. bis 5. August in Brandenburg an der Havel im Volksbad am Marienberg statt, bei denen auf 29 Strecken (15 Herren/14 Damen) die Meister ermittelt wurden. Es waren zugleich die letzten Meisterschaften in einem Freiwasserbecken. Mit zehn Titeln war der SC Dynamo Berlin die erfolgreichste Mannschaft und stellte mit Detlev Grabs sowie Barbara Krause, die genauso wie Jörg Walter vom SC Turbine Erfurt vier Titel gewannen, die erfolgreichsten Sportler dieser Meisterschaft.
Sportliche Höhepunkte der Meisterschaft waren der Europarekord von Petra Schneider über 200 Meter Lagen sowie die DDR-Rekorde von Jörg Woithe über 100 Meter Freistil und von Rainer Strohbach über 800 und 1500 Meter Freistil. Des Weiteren stellte die Herrenstaffel vom SC Dynamo Berlin über 4 × 100 Meter Freistil einen neuen DDR-Rekord für Klubstaffeln auf.

## Herren
| Wettbewerb          | Gold                                                                  | Gold         | Silber                                                         | Silber       | Bronze                                                         | Bronze       |
| 100 m Freistil      | Jörg Woithe SC Dynamo Berlin                                          | 51,67 s      | Knut Bludau SC Dynamo Berlin                                   | 53,02 s      | Detlev Grabs SC Dynamo Berlin                                  | 53,04 s      |
| 200 m Freistil      | Detlev Grabs SC Dynamo Berlin                                         | 1:54,06 min  | Andreas Reichel SC Einheit Dresden                             | 1:54,57 min  | Frank Pfütze SC Dynamo Berlin                                  | 1:55,14 min  |
| 400 m Freistil      | Detlev Grabs SC Dynamo Berlin                                         | 3:57,09 min  | Rainer Strohbach TSC Berlin                                    | 3:58,47 min  | Frank Pfütze SC Dynamo Berlin                                  | 3:59,83 min  |
| 1500 m Freistil0    | Rainer Strohbach TSC Berlin                                           | 15:32,57 min | Ralf Recke SC Empor Rostock                                    | 15:59,77 min | Detlev Grabs SC Dynamo Berlin                                  | 16:09,15 min |
| 100 m Brust         | Jörg Walter SC Turbine Erfurt                                         | 1:05,86 min  | Gunnar Quaas SC DHfK Leipzig                                   | 1:07,13 min  | Sigurd Hanke SC Turbine Erfurt                                 | 1:07,24 min  |
| 200 m Brust         | Jörg Walter SC Turbine Erfurt                                         | 2:21,98 min  | Erich Reschke SC Chemie Halle                                  | 2:25,38 min  | Gunnar Quaas SC DHfK Leipzig                                   | 2:27,41 min  |
| 100 m Schmetterling | Roger Pyttel SC DHfK Leipzig                                          | 55,39 s      | Olaf Ziesche SC Dynamo Berlin                                  | 57,12 s      | Thomas Ackenhausen SC Magdeburg                                | 57,19 s      |
| 200 m Schmetterling | Roger Pyttel SC DHfK Leipzig                                          | 2:00,45 min  | Torsten Karl SC Turbine Erfurt                                 | 2:04,72 min  | Frank Pfütze SC Dynamo Berlin                                  | 2:06,23 min  |
| 100 m Rücken        | Dietmar Göhring SC DHfK Leipzig                                       | 58,27 s      | Jörg Stingl SC Karl-Marx-Stadt                                 | 59,74 s      | Thomas Ackenhausen SC Magdeburg Gerald Stern SC Turbine Erfurt | 1:00,07 min  |
| 200 m Rücken        | Jörg Stingl SC Karl-Marx-Stadt                                        | 2:06,08 min  | Thomas Ackenhausen SC Magdeburg                                | 2:07,50 min  | Matthias Krija ASK Vorwärts Potsdam                            | 2:08,35 min  |
| 200 m Lagen         | Jörg Walter SC Turbine Erfurt                                         | 2:08,34 min  | Andreas Reichel SC Einheit Dresden                             | 2:09,08 min  | Jürgen Kroboth ASK Vorwärts Potsdam                            | 2:11,00 min  |
| 400 m Lagen         | Jörg Walter SC Turbine Erfurt                                         | 4:31,95 min  | Andreas Reichel SC Einheit Dresden                             | 4:34,66 min  | Andreas Peikert ASK Vorwärts Potsdam                           | 4:36,40 min  |
| 4 × 100 m Freistil  | SC Dynamo Berlin Antonin Speer Knut Bludau Jörg Woithe Detlev Grabs   | 3:31,81 min  | SC DHfK Leipzig Torsten Wolf Roger Pyttel Tino Ott Frank Kühne | 3:34,54 min  | SC Turbine Erfurt Jörn Heckroth Torsten Karl Jörg Walter Lange | 3:40,66 min  |
| 4 × 200 m Freistil  | SC Dynamo Berlin Jörg Woithe Knut Bludau Detlev Grabs Frank Pfütze    | 7:45,56 min  | SC DHfK Leipzig                                                | 7:54,64 min  | TSC Berlin                                                     | 7:57,45 min  |
| 4 × 100 m Lagen     | SC DHfK Leipzig Dietmar Göhring Gunnar Quaas Roger Pyttel Frank Kühne | 3:56,00 min  | SC Turbine Erfurt                                              | 3:57,88 min  | SC Dynamo Berlin                                               | 4:00,05 min  |

1. ↑  Rainer Strohbach stellte bei der 800-m-Zwischenzeit in 8:12,65 einen neuen DDR-Rekord auf.

## Damen
| Wettbewerb          | Gold                                                                       | Gold        | Silber                             | Silber      | Bronze                             | Bronze      |
| 100 m Freistil      | Barbara Krause SC Dynamo Berlin                                            | 55,71 s     | Caren Metschuck SC Empor Rostock   | 56,28 s     | Anett Kalatz TSC Berlin            | 56,86 s     |
| 200 m Freistil      | Barbara Krause SC Dynamo Berlin                                            | 2:00,68 min | Anett Kalatz TSC Berlin            | 2:01,25 min | Carmela Schmidt SC Chemie Halle    | 2:01,56 min |
| 400 m Freistil      | Anett Kalatz TSC Berlin                                                    | 4:13,69 min | Carmela Schmidt SC Chemie Halle    | 4:15,64 min | Petra Thümer SC Karl-Marx-Stadt    | 4:16,54 min |
| 800 m Freistil      | Heike Dähne SC Karl-Marx-Stadt                                             | 8:42,18 min | Anett Kalatz TSC Berlin            | 8:44,09 min | Petra Thümer SC Karl-Marx-Stadt    | 8:45,33 min |
| 100 m Brust         | Silvia Rinka ASK Vorwärts Potsdam                                          | 1:12,40 min | Petra Schneider SC Karl-Marx-Stadt | 1:13,23 min | Bettina Löbel SC Einheit Dresden   | 1:13,28 min |
| 200 m Brust         | Bettina Löbel SC Einheit Dresden                                           | 2:36,42 min | Silvia Rinka ASK Vorwärts Potsdam  | 2:37,07 min | Petra Schneider SC Karl-Marx-Stadt | 2:37,97 min |
| 100 m Schmetterling | Andrea Pollack SC Dynamo Berlin                                            | 1:01,75 min | Heike Dähne SC Karl-Marx-Stadt     | 1:02,07 min | Petra Schneider SC Karl-Marx-Stadt | 1:02,09 min |
| 200 m Schmetterling | Heike Dähne SC Karl-Marx-Stadt                                             | 2:10,68 min | Andrea Pollack SC Dynamo Berlin    | 2:13,87 min | Sybille Schönrock SC Chemie Halle  | 2:14,08 min |
| 100 m Rücken        | Birgit Treiber SC Einheit Dresden                                          | 1:04,41 min | Caren Metschuck SC Empor Rostock   | 1:04,83 min | Rica Reinisch SC Einheit Dresden   | 1:04,84 min |
| 200 m Rücken        | Birgit Treiber SC Einheit Dresden                                          | 2:16,30 min | Antje Stille SC Magdeburg          | 2:17,82 min | Cornelia Polit SC Chemie Halle     | 2:18,62 min |
| 200 m Lagen         | Petra Schneider SC Karl-Marx-Stadt                                         | 2:14,51 min | Ulrike Tauber SC Karl-Marx-Stadt   | 2:17,16 min | Caren Metschuck SC Empor Rostock   | 2:18,44 min |
| 400 m Lagen         | Petra Schneider SC Karl-Marx-Stadt                                         | 4:43,92 min | Ulrike Tauber SC Karl-Marx-Stadt   | 4:49,19 min | Antje Klaan SC Chemie Halle        | 4:54,59 min |
| 4 × 100 m Freistil  | SC Dynamo Berlin Heike Witt Kerstin Schut Bartz Barbara Krause             | 3:54,06 min | SC Empor Rostock                   | 3:55,52 min | SC Einheit Dresden                 | 3:56,71 min |
| 4 × 100 m Lagen     | SC Dynamo Berlin Birgit Matz Carola Nitschke Andrea Pollack Barbara Krause | 4:15,83 min | SC Karl-Marx-Stadt                 | 4:18,80 min | SC Einheit Dresden                 | 4:19,93 min |

## Medaillenspiegel

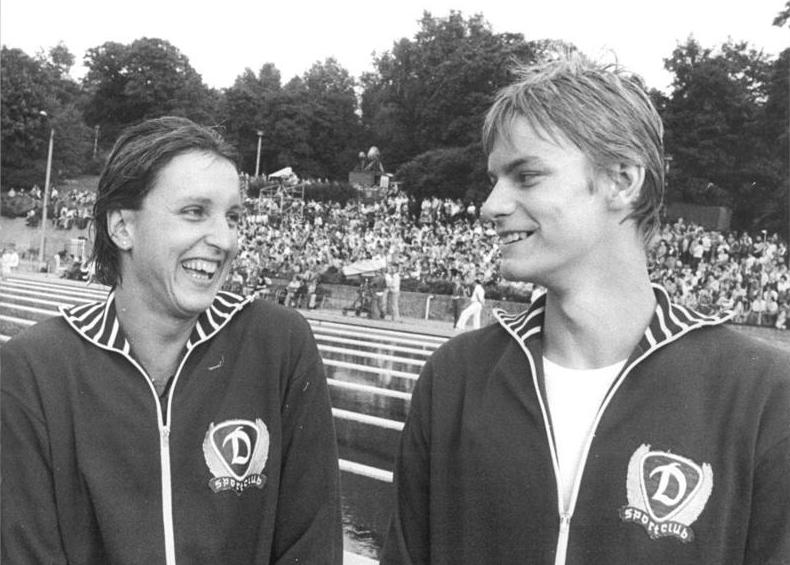
Barbara Krause und Jörg Woithe, die schnellsten über 100 m Freistil.

| Platz | Verein                        | Verein               | Gold | Silber | Bronze | Total |
| ----- | ----------------------------- | -------------------- | ---- | ------ | ------ | ----- |
| 01    | Logo vom SC Dynamo Berlin     | SC Dynamo Berlin     | 100  | 3      | 6      | 19    |
| 02    | Logo vom SC Karl-Marx-Stadt   | SC Karl-Marx-Stadt   | 5    | 6      | 4      | 15    |
| 03    |                               | SC DHfK Leipzig      | 4    | 3      | 1      | 08    |
| 04    | Logo vom SC Turbine Erfurt    | SC Turbine Erfurt    | 4    | 2      | 3      | 09    |
| 05    | Logo vom SC Einheit Dresden   | SC Einheit Dresden   | 3    | 3      | 4      | 10    |
| 06    | Logo vom TSC Berlin           | TSC Berlin           | 2    | 3      | 2      | 07    |
| 07    | Logo vom ASK Vorwärts Potsdam | ASK Vorwärts Potsdam | 1    | 1      | 3      | 05    |
| 08    | Logo vom SC Empor Rostock     | SC Empor Rostock     | –    | 4      | 1      | 05    |
| 09    | Logo vom SC Chemie Halle      | SC Chemie Halle      | –    | 2      | 4      | 06    |
| 10    | Logo vom SC Magdeburg         | SC Magdeburg         | –    | 2      | 2      | 04    |
|       | Total                         | Total                | 29   | 29     | 30     | 88    |